# Dziewczyna z plakatu
Dziewczyna z plakatu – polski film dokumentalny z 2001 w reżyserii Ewy Pięty. 
Film opowiada o losach przodowniczki pracy Magdaleny Figur, której fotografie posłużyły do całej serii publikacji propagandowych PRL, między innymi socrealistycznych plakatów „Kobiety na traktory” czy „Młodzieży. – Naprzód do walki o szczęśliwą socjalistyczną wieś polską”, firmujących sojusz robotniczo-chłopski. Bohaterka wspomina okres stalinizmu. Żyje skromnie, w zapomnieniu. 
W 2002 film był prezentowany w konkursie sekcji dokumentalnej Międzynarodowego Festiwalu Filmowego w Karlowych Warach.

## Nagrody i wyróżnienia
- „Złoty SMOFI” w kategorii filmów alternatywnych-profesjonalnych na 11. Międzynarodowym Festiwalu Krótkometrażowych Filmów SMOFI w Krakowie (2001).